# Raoul Nathan
Raoul Nathan est un personnage de La Comédie humaine d’Honoré de Balzac. Fils d'un brocanteur juif mort ruiné et d'une mère chrétienne, il cache soigneusement ses origines lorsqu'il accède à la célébrité comme journaliste, auteur dramatique et romancier. Il apparaît pour la première fois en 1833 dans Une fille d'Ève ; il est alors un des personnages littéraires les plus importants de Paris. Sa carrière commence en 1821 lorsque le libraire Dauriat publie son premier roman dont Lucien de Rubempré, sur le conseil d'Émile Blondet, démolit d'abord le livre pour forcer Dauriat à publier son propre manuscrit,  Les Marguerites. Il encensera ensuite ce même livre afin de ne pas se mettre Nathan à dos. Après avoir séduit Marie-Angélique de Vandenesse à laquelle il soutire de l'argent, Nathan épouse une demi-mondaine : Florine.
Il apparaît aussi dans :
- Splendeurs et misères des courtisanes
- Béatrix
- La Rabouilleuse
- La Peau de chagrin
- Modeste Mignon
- La Muse du département
- Les Employés ou la Femme supérieure
- Les Secrets de la princesse de Cadignan
- Mémoires de deux jeunes mariées